# Санта Марија (Тревизо)
Санта Марија је насеље у Италији у округу Тревизо, региону Венето.
Према процени из 2011. у насељу је живело 864 становника. Насеље се налази на надморској висини од 237 м.